# NGC 75
NGC 75는 물고기자리 방향에 위치한 렌즈형 은하이다.